# Комисија за хартије од вредности Републике Србије
Комисија за хартије од вредности  је независна и самостална регулаторна и надзорна институција, а обавља функцију регулатора тржишта капитала у Републици Србији. Комисија са својим радом одговара Народној скупштини.

## Оснивање
Комисија за хартије од вредности је основана на основу Закона о хартијама од вредности донетог 1989. године под називом Комисија за давање одобрења о издавању дугорочних вредносних папира, а почела је са радом када је Савезно извршно веће донело одлуку о саставу, делокругу и начину рада Комисије од 11. јануара 1990. године, а прва седница Комисије за давање одобрења о издавању дугорочних вредносних папира месец дана касније, 16. фебруара.

## Надлежности
Нaдлежности и овлашћења Комисије за хартије од вредности регулисани су:
- Закон о тржишту капитала
- Закон о преузимању акционарских друштава
- Закон о отвореним инвестиционим фондовима са јавном понудом
- Закон о алтернативним инвестиционим фондовима
- Закон о робним берзама
- Закон о ревизији
- Закон о дигиталној имовини

Закон о тржишту капитала даје основе за деловање Комисије за хартије од вредности, док остали закони додају одређене надлежности и овлашћења за деловање Комисије за хартије од вредности.

## Састав и управљање Комисијом
Комисија за хартије од вредности има председника и четири члана, које бира и разрешава Народна скупштина на предлог надлежног радног тела за послове финансија Народне скупштине.
Комисију за хартије од вредности представља и заступа председник, који руководи њеним радом и обавља друге послове у складу са законом и статутом Комисије за хартије од вредности. Председник Комисије за хартије од вредности може своја овлашћења, у целини или делимично, привремено пренети неком од чланова Комисије.
Комисија за хартије од вредности одлучује на седницама, које води председник Комисије или члан кога он овласти. Кворум чине три члана Комисије, укључујући и председника. Комисија одлучује већином гласова чланова који гласају на седници, укључујући и председника. У случају једнаке поделе гласова, одлучује глас председника Комисије.
Стручна служба Комисије обавља стручне послове из надлежности Комисије у складу са овим законом, Статутом и другим актима Комисије. Стручном службом управља секретар, којег бирају председник и чланови Комисије већином гласова.
Тренутни, десети по реду, сазив Комисије за хартије од вредности је:
| Име и презиме        | Функција            | Функција |
| -------------------- | ------------------- | -------- |
| Марко Јанковић       | Председник Комисије |          |
| Мирјана Ивошевић     | Члан Комисије       |          |
| Немања Ристић        | Члан Комисије       |          |
| Александар Стојковић | Члан Комисије       |          |
| Ирена Радуловић      | Члан Комисије       |          |
| Горан Купрешанин     | Секретар Комисије   |          |